# خسوف القمر مايو 2022
سيحدث خسوف كلي للقمر في 16 مايو 2022، الأول من خسوفين كليين للقمر في عام 2022، وسيحدث الثاني في 8 نوفمبر.
سيكون الخسوف مظلمًا مع مرور الطرف الشمالي للقمر عبر مركز ظل الأرض. هذا هو أول كسوف مركزي لسلسلة ساروس 131.

## الرؤية
سيكون مرئيًا تمامًا في معظم أمريكا الشمالية والجنوبية، حيث يُرى ارتفاعًا فوق شمال غرب أمريكا الشمالية، والمحيط الهادئ، ويغطي إفريقيا وأوروبا.
|  |  |

## الخسوفات ذات الصلة

### خسوف 2022
- كسوف جزئي للشمس في 30 أبريل.
- خسوف كلي للقمر في 16 مايو.
- كسوف جزئي للشمس في 25 أكتوبر.
- خسوف كلي للقمر في 8 نوفمبر.

### سلسلة ساروس
بدأت سلسلة الكسوف هذه في عام 1427 بعد الميلاد مع خسوف جزئي عند الحافة الجنوبية لظل الأرض عندما كان القمر قريبًا من عقدة الهبوط. في كل دورة ساروس متتالية، يتم تحويل المسار المداري للقمر شمالًا فيما يتعلق بظل الأرض، مع حدوث أول خسوف كلي في عام 1950. لمدة 252 عامًا التالية، يحدث الخسوف الكلي، مع توقع حدوث الكسوف المركزي في عام 2078. ومن المتوقع حدوث الخسوف الجزئي الأول بعد ذلك في عام 2220، وسيحدث الخسوف الجزئي النهائي للسلسلة في عام 2707. ويبلغ إجمالي عمر سلسلة ساروس القمرية 131 1280 عامًا. يتداخل شمسي ساروس 138 مع هذا الساروس القمري مع حدث يحدث كل 9 سنوات 5 أيام بالتناوب بين كل سلسلة ساروس.
نظرًا لجزء من الأيام في دورة ساروس، ستختلف رؤية كل خسوف لمراقب في موقع محدد محدد. بالنسبة لسلسلة ساروس القمرية 131، كان أول خسوف كلي عام 1950 أفضل رؤية للمشاهدين في أوروبا الشرقية والشرق الأوسط لأن الكسوف الأوسط كان عند الساعة 20:44 بالتوقيت العالمي. حدث الكسوف التالي في السلسلة بعد حوالي 8 ساعات من اليوم مع حدوث خسوف متوسط في الساعة 4:47 بالتوقيت العالمي، وكان أفضل ما يمكن رؤيته من أمريكا الشمالية وأمريكا الجنوبية. حدث الكسوف الكلي الثالث بعد 8 ساعات تقريبًا في اليوم من الكسوف الثاني مع منتصف الكسوف في الساعة 12:43 بالتوقيت العالمي، وكان أفضل رؤية للمشاهدين في غرب المحيط الهادئ وشرق آسيا وأستراليا ونيوزيلندا. تتكرر دورة الرؤية هذه من بداية السلسلة إلى نهايتها، مع اختلافات طفيفة. يتداخل شمسي ساروس 138 مع هذا الساروس القمري مع حدث يحدث كل 9 سنوات 5 أيام بالتناوب بين كل سلسلة ساروس.
سلسلة ساروس القمرية 131، تتكرر كل 18 عامًا و 11 يومًا، لديها ما مجموعه 72 حدثًا من خسوف القمر بما في ذلك 57 خسوفًا للقمر المظلي (42 خسوفًا جزئيًا للقمر و 15 خسوفًا كليًا للقمر). يتداخل شمسي ساروس 138 مع هذا الساروس القمري مع حدث يحدث كل 9 سنوات 5 أيام بالتناوب بين كل سلسلة ساروس.
| أعظم                                                               | أولا          | أولا          | أولا                      | أولا         |
| ------------------------------------------------------------------ | ------------- | ------------- | ------------------------- | ------------ |
| سيحدث أكبر خسوف في السلسلة يوم 2094 في 28 يونيو، ويستمر 102 دقيقة. | بينومبرال     | جزئي          | كلي                       | رئيسي        |
| سيحدث أكبر خسوف في السلسلة يوم 2094 في 28 يونيو، ويستمر 102 دقيقة. | 10 مايو 1427  | 25 يوليو 1553 | 2 أبريل 1950 [الإنجليزية] | 2022 16 مايو |
| سيحدث أكبر خسوف في السلسلة يوم 2094 في 28 يونيو، ويستمر 102 دقيقة. | ماض           |               |                           |              |
| سيحدث أكبر خسوف في السلسلة يوم 2094 في 28 يونيو، ويستمر 102 دقيقة. | رئيسي         | كلي           | جزئي                      | بينومبرال    |
| سيحدث أكبر خسوف في السلسلة يوم 2094 في 28 يونيو، ويستمر 102 دقيقة. | 31 يوليو 2148 | 3 سبتمبر 2202 | 9 أبريل 2563              | 7 يوليو 2707 |

| 12 مارس 1914 [الإنجليزية]  | 12 مارس 1914 [الإنجليزية]  | 22 مارس 1932 [الإنجليزية]  | 22 مارس 1932 [الإنجليزية]  | 2 أبريل 1950 [الإنجليزية] | 2 أبريل 1950 [الإنجليزية] |
|                            |                            |                            |                            |                           |                           |
| 13 أبريل 1968 [الإنجليزية] | 13 أبريل 1968 [الإنجليزية] | 24 أبريل 1986 [الإنجليزية] | 24 أبريل 1986 [الإنجليزية] | 4 مايو 2004               | 4 مايو 2004               |
|                            |                            |                            |                            |                           |                           |
| 16 مايو 2022               | 16 مايو 2022               | 26 مايو 2040               | 26 مايو 2040               | 6 يونيو 2058 [الإنجليزية] | 6 يونيو 2058 [الإنجليزية] |
|                            |                            |                            |                            |                           |                           |
| 17 يونيو 2076 [الإنجليزية] | 17 يونيو 2076 [الإنجليزية] | 28 يونيو 2094 [الإنجليزية] | 28 يونيو 2094 [الإنجليزية] |                           |                           |
|                            |                            |                            |                            |                           |                           |

هذه هي المرة الأولى من السلسلة التي تمر عبر مركز ظل الأرض. كان آخر حدث في مايو 2004 خسوف القمر. الحدث التالي هو مايو 2040 خسوف القمر.

### سلسلة ميتونية
هذا الخسوف هو الثالث من بين أربع خسوفات للقمر في دورة ميتونية في نفس التاريخ، 15-16 مايو، يفصل كل منها 19 عامًا.
يتقدم مسار القمر عبر ظل الأرض بالقرب من العقدة الهابطة جنوبًا خلال كل خسوف متتالي. الثاني والثالث هما خسوفان كليان.
تتكرر دورة ميتونية تقريبًا كل 19 عامًا وتمثل دورة ساروس بالإضافة إلى سنة قمرية واحدة. نظرًا لأنه يحدث في نفس تاريخ التقويم، سيكون ظل الأرض في نفس الموقع تقريبًا بالنسبة إلى نجوم الخلفية.
| 1. 1984 15.19 مايو - بنومبرال (111) 2. 2003 16.15 مايو - كلي (121) 3. 2022 16.17 مايو - كلي (131) 4. 2041 16.03 مايو - بنومبرال (141) | 1. 1984 08.75 نوفمبر - بنومبرال (116) 2. 2003 نوفمبر 09.05 - كلي (126) 3. 2022 نوفمبر 08.46 - كلي (136) 4. 2041 نوفمبر 08.19 - جزئي (146) 5. 2060 نوفمبر 08.17 - بنومبرال (156) |

### دورة نصف ساروس
سوف يسبق خسوف القمر خسوف الشمس ويتبعه 9 سنوات و 5.5 أيام ( نصف ساروس ). يرتبط خسوف القمر هذا بخسوفين حلقيين للشمس من سولار ساروس 138.
| 10 مايو 2013 | 21 مايو 2031 |
| ------------ | ------------ |
|              |              |

## روابط خارجية
16 مايو 2022 الرسم البياني: توقعات الكسوف بواسطة فريد إسبيناك، ناسا / GSFC.